# Disco 10: Cristiano Malgioglio - Umberto Tozzi
Disco 10: Cristiano Malgioglio - Umberto Tozzi è una raccolta dei cantanti Cristiano Malgioglio e Umberto Tozzi, pubblicata nel 1980 dall'etichetta discografica Ri-Fi.

## Tracce
1. E' questione d'amore (Cristiano Malgioglio)
2. Scandalo (Cristiano Malgioglio)
3. Maledizione io l'amo (Cristiano Malgioglio)
4. L'amore mi morde mi vuole (Cristiano Malgioglio)
5. Senti (Cristiano Malgioglio)
6. Cuore solitario (Cristiano Malgioglio)
7. Ti amo (Umberto Tozzi)
8. Io camminerò (Umberto Tozzi)
9. Mamma maremma (Umberto Tozzi)
10. Fermati allo stop (Umberto Tozzi)
11. Qualcosa qualcuno (Umberto Tozzi)